# Sophie van Gestel
Sophie Johanna van Gestel (Oostelbeers, 29 juni 1991) is een Nederlands voormalig beachvolleybalster.

## Carrière
Van Gestel volleybalde van 2006 tot 2013 samen met Madelein Meppelink. Daarvoor vormde ze duo's met Michelle Stiekema, Rimke Braakman en Danielle Remmers. Voordat Van Gestel begon met beachvolleybal speelde ze in de zaal bij vc ODI en Peelpush. Van Gestel en Meppelink namen in 2012 deel aan de Olympische Zomerspelen in Londen. Ze werden daar in de achtste finales uitgeschakeld. Het duo won de Grand Slam Beachvolleybal 2013 in het Argentijnse Corrientes. Daarna stopte Van Gestel met beachvolleybal. In augustus 2014 maakte ze haar rentree en werd met Sanne Keizer derde op het Nederlands kampioenschap. Hierna ging ze met Jantine van der Vlist spelen en maakte in 2015 haar internationale rentree. Het duo plaatste zich voor Olympische Zomerspelen in Rio de Janeiro in 2016 waar ze 19e werden. Hierna ging ze weer met Madelein Meppelink spelen. In oktober 2017 beëindigde Van Gestel vanwege blessures haar carrière.

## Belangrijkste resultaten
- WK 2008 <21:
- NK 2008:
- WK 2011 <21:
- OS 2012: 9e
- NK 2012:
- NK 2017: